# Reophaxopsis
Reophaxopsis es un género de foraminífero bentónico de estatus incierto, aunque considerado un sinónimo posterior de Reophax de la subfamilia Reophacinae, de la familia Hormosinidae, de la superfamilia Hormosinoidea, del suborden Hormosinina y del orden Lituolida. Su especie tipo era Reophaxopsis elegans. Su rango cronoestratigráfico abarcaba el Holoceno.

## Discusión
Clasificaciones previas incluían Reophaxopsis en la familia Hormosinidae y en el suborden Textulariina del orden Textulariida o en el orden Lituolida sin diferenciar el suborden Hormosinina.

## Clasificación
Reophaxopsis incluía a la siguiente especie:
- Reophaxopsis elegans